# الهروب (فلم 1975)
الهروب (بالهندية: फ़रार) (بالإنجليزية: Faraar) هو فيلم دراما جريمة بوليوودي صدر عام 1975. الفيلم من إنتاج آلانكار شيترا وإخراج شانكر موخيرجي. الفيلم من بطولة أميتاب باتشان، شارميلا طاغور، سانجيف كومار، سولوشنا، ساجان، آغا وبهاجوان دادا. الموسيقى كاليانجي أناندجي. تم إعادة إنتاج الفيلم باللغة المالايالامية بواسطة بريادارشان باسم بارايانومفايا باراياثيريكانومفاييا. أصبحت حقوق الملكية الفكرية لهذا الفيلم مملوكة الآن لشركة روشي بيكشرز.

## حبكة
تدور أحداث الفيلم حول رجل من الطبقة المتوسطة، راجيش (باتشان) يعيش مع أخته. إنه يحب امرأة شابة وينوي الزواج منها بعد أن يجد زوجًا محتملًا لرعاية أخته. لكن في أحد الأيام تعرضت الأخت للاغتصاب والقتل ولم تتمكن الشرطة من العثور على أي أدلة، وبات على راجيش أن يجد القتلة وينتقم لوفاتها. يتعقب القاتل ويقتله، وبالتالي فهو الآن هارب من الشرطة. يقوم راجيش باختطاف طفل كرهينة ويبحث عن ملجأ في منزل ليكتشف لاحقًا أن الطفل هو ابن عشيقه السابق، الذي تزوج الآن من مفتش شرطة. راجيش ممزق - سواء كان يجب إطلاق سراح الطفل أو استخدامه للهروب. يستغل الطفل ويغزو منزله، لكنه سرعان ما يجد عاطفة تجاه الطفل. ومع ذلك، فإن المفتش سانجاي، عشيق راجيش السابق آشا (مالا الآن)، يحاول دائمًا إلقاء القبض عليه من قبل الشرطة وحتى أنه يتوسل إلى راجيش لتسليم نفسه للشرطة، بحيث إذا لم يكن مذنبًا فسوف تثبت براءته في المحكمة. لكن راجيش، الذي فقد الثقة في القانون بالفعل، رفض تسليم نفسه للشرطة. على الرغم من محاولات عديدة لاعتقاله، فشل سانجاي. عندما يضربه سانجاي ذات يوم ويحاول الإمساك به، تتدخل مالا، وبالتالي يبدأ سانجاي في الشك في مالا، وسرعان ما يتعلم عن العلاقة بين راجيش ومالا، التي غيرت اسمها من آشا إلى مالا حتى لا يشك بها أحد. يبدأ سانجاي في إساءة معاملتها، وفي هذه الأثناء، تضيع الطفلة. عثر راجيش، الذي فر من المنزل إلى ملجأ آخر، على الطفل، ولكن سرعان ما وقع حادث. راجيش، الذي لديه نفس فصيلة دم الطفل، يتبرع بالدم ويغادر برسالة إلى سانجاي بعدم الشك في مالا، لأن ما فعلته كان لإنقاذ طفلها فقط. عند هذه النقطة، يشعر سانجاي بالشفقة على راجيش ويحاول إيقافه بكل قوته. يطلب من راجيش أن يخرج من مخبئه، لكن راجيش يرفض. ثم يأمر مالا بإحضاره. لكن راجيش قال إنه ليس لديه أي علاقة بها الآن. لكن فجأة يسقط مالا، ويخرج راجيش من مخبئه صارخًا، ويطلق عليه اثنان من ضباط الشرطة النار في صدره. يقع راجيش المحتضر في حضن سانجاي ويطلب منه عدم الحزن عليه لأنه ضحى بحياته لضمان حياة أفضل للبشر الآخرين الذين عانوا من أجل انتقامه. وينتهي الفيلم مع وقوف الجميع حول محرقة راجيش.

## الممثلون
- أميتاب باتشان في دور راجيش (راج)
- شارملا طاغور في دور مالا / آشا
- سانجيف كومار في دور المفتش سانجاي
- سولوشانا لاتكار بدور والدة راج
- راجان هاكسار في دور تارون كومار
- د.ك. سابرو كمحامي دفاع
- بهاجوان كشرطي
- مراد مفوضا للشرطة

## الموسيقى التصويرية
كلمات الاغنية: راجندرا كريشان
| # | عنوان                             | المغني(ون)                  |
| - | --------------------------------- | --------------------------- |
| 1 | "حمرا يه ديل جاني" (الإصدار 1)    | أوشا مانجيشكار، آشا بهوسل   |
| 2 | "مين بياسا توم صوان (دويتو)"      | كيشور كومار، لاتا مانجيشكار |
| 3 | ""ماين بياسا توم صوان (ذكر)"      | كيشور كومار                 |
| 4 | "البياسي الرئيسي توم صوان (أنثى)" | لاتا مانجيشكار              |
| 5 | "ييه زينداجي كيا هاي"             | موكيش                       |
| 6 | "حمرة يه ديل جاني" (الإصدار 2)    | أوشا مانجيشكار، آشا بهوسل   |

## روابط خارجية
- مقالات تستعمل روابط فنية بلا صلة مع ويكي بيانات